# Внуков Тихон Митрофанович
Тихон Митрофанович Внуков (11.08.1890 — 24.09.1937) — освітянин, ректор Одеського інституту народної освіти.

## Біографія
Тихон Митрофанович Внуков народився 11 серпня 1890 року в Малоарганільському повіті Орловської губернії Російської імперії в селянській родині. В 1908 році почав працювати писарем у Малоарганільському повіті, вступив до партії есерів.
У лютому 1909 року склав екзамен на звання народного вчителя і працював в земській школі рідного повіту. Згодом працював діловодом в Земельній управі.
В 1915 році був мобілізований до Царської армії у якості ротного писаря особової частини 52-го полку.
У березні 1917 року став головою Дружинного комітету в Миколаєві. У грудні 1917 року демобілізувався й почав працювати в культурно-просвітницькому відділі. В 1919 році вступив до РКП(б). Надалі виконував різні доручення при штабі 58-ї дивізії Червоної Армії.
У серпні 1920 року був делегатом 2-ї Всеукраїнської наради у справах народної освіти. Згодом був переведений на Одещину у місто Ананьїв, де завідував відділом народної освіти повітового виконкому та викладачем радпартшколи.

### Одеський період
Навесні 1921 року перевівся до Одеського губернського відділу освіти, де став головою губернського комітету професійної та соціально-навчальної освіти, а згодом головою відділу комітету допомоги вченим.
В 1923 році його обирали депутатом Одеської міської ради. З лютого 1924 року  був співробітником Одеської комісії краєзнавства при Всеукраїнській Академії Наук.
В 1925—1927 роках навчався на економічному факультеті Одеського інституту народного господарства, потім — в ОІНО.
В 1926—1930 роках обіймав посаду ректора Одеського інституту народної освіти (ОІНО), в якому викладав економічну географію.
у 1934—1936 роках працював відповідальним секретарем та членом президії Одеської обласної ради профспілок, в 1936—1937 роках — директором Одеського історико-археологічного музею.
Рішенням Виїзної Колегії Верховного Суду СРСР від 23 вересня 1937 року Т. М. Внуков був засуджений до смертної кари.  Розстріляний 24 вересня 1937 року.

## Реабілітація
9 липня 1957 року Верховний Суд Союзу РСР скасував вирок Військової Колегії Верховного Суду СРСР від 23 вересня 1937 року щодо Т. М. Внукова  і закрив карну справу за відсутністю складу злочину.